# Quang Trung, Hà Đông
Quang Trung là một phường thuộc quận Hà Đông, thành phố Hà Nội, Việt Nam.
Phường có diện tích 0,84 km², dân số năm 2008 là 16.274 người, mật độ dân số đạt 19.374 người/km².